# العلاقات الكازاخستانية الماليزية
العلاقات الكازاخستانية الماليزية هي العلاقات الثنائية التي تجمع بين كازاخستان وماليزيا.

## مقارنة بين البلدين
هذه مقارنة عامة ومرجعية للدولتين:
| وجه المقارنة                                              | كازاخستان                      | ماليزيا       |
| --------------------------------------------------------- | ------------------------------ | ------------- |
| المساحة (كم2)                                             | 2.72 مليون                     | 330.29 ألف    |
| عدد السكان (نسمة)                                         | 17.95 مليون                    | 31.62 مليون   |
| الكثافة السكانية (ن./كم²)                                 | 6.6                            | 95.73         |
| العاصمة                                                   | نور سلطان                      | كوالالمبور    |
| اللغة الرسمية                                             | اللغة القازاقية، اللغة الروسية | لغة ماليزية   |
| العملة                                                    | تينغ كازاخستاني                | رينغيت ماليزي |
| الناتج المحلي الإجمالي (بليون دولار)                      | 159.41 مليار                   | 314.50 مليار  |
| الناتج المحلي الإجمالي (تعادل القوة الشرائية) بليون دولار | 439.39 مليار                   | 817.43 مليار  |
| الناتج المحلي الإجمالي الاسمي للفرد دولار أمريكي          | 10.51 ألف                      | 9.77 ألف      |
| الناتج المحلي الإجمالي للفرد دولار أمريكي                 | 24.23 ألف                      | 25.64 ألف     |
| مؤشر التنمية البشرية                                      | 0.788                          | 0.779         |
| رمز المكالمات الدولي                                      | +7                             | +60           |
| رمز الإنترنت                                              | .kz، .қаз ‏                     | .my           |
| المنطقة الزمنية                                           | ت ع م+05:00، ت ع م+06:00       | ت ع م+08:00   |

## منظمات دولية مشتركة
يشترك البلدان في عضوية مجموعة من المنظمات الدولية، منها:
| علم المنظمة | اسم المنظمة                               | تاريخ انضمام كازاخستان | تاريخ انضمام ماليزيا |
| ----------- | ----------------------------------------- | ---------------------- | -------------------- |
|             | منظمة التعاون الإسلامي                    | ?                      | ?                    |
|             | الاتحاد البريدي العالمي                   | ?                      | ?                    |
|             | بنك التنمية الآسيوي                       | 1994                   | 1966                 |
|             | يونسكو                                    | 22 مايو 1992           | 16 يونيو 1958        |
|             | البنك الدولي للإنشاء والتعمير             | 23 يوليو 1992          | 7 مارس 1958          |
|             | وكالة ضمان الاستثمار متعدد الأطراف        | 12 أغسطس 1993          | 6 ديسمبر 1991        |
|             | الاتحاد الدولي للاتصالات                  | 23 فبراير 1993         | 3 فبراير 1958        |
|             | منظمة الشرطة الجنائية الدولية             | ?                      | ?                    |
|             | مؤسسة التمويل الدولية                     | 30 سبتمبر 1993         | 20 مارس 1958         |
|             | الأمم المتحدة                             | 2 مارس 1992            | 17 سبتمبر 1957       |
|             | مؤسسة التنمية الدولية                     | 23 يوليو 1992          | 24 سبتمبر 1960       |
|             | الفريق المعني برصد الأرض                  | ?                      | ?                    |
|             | منظمة حظر الأسلحة الكيميائية              | ?                      | ?                    |
|             | المركز الدولي لتسوية المنازعات الاستشارية | 21 أكتوبر 2000         | 14 أكتوبر 1966       |

## وصلات خارجية
- موقع وزارة الخارجية الكازاخستانية
- موقع وزارة الخارجية الماليزية